# Drugan
Drugan (bulgariska: Друган) är ett distrikt i Bulgarien.   Det ligger i kommunen Obsjtina Radomir och regionen Pernik, i den västra delen av landet, 30 km sydväst om huvudstaden Sofia.
Trakten runt Drugan består till största delen av jordbruksmark. Runt Drugan är det ganska glesbefolkat, med 45 invånare per kvadratkilometer.